# Ross Collinge
Ross Hounsell Collinge (Lower Hutt, 21 novembre 1944) è un ex canottiere neozelandese.

## Palmarès
Olimpiadi
- 2 medaglie:
  - 1 oro (quattro con a Città del Messico 1968)
  - 1 bronzo (otto con a Montréal 1976)